# Bahnhof Sarreguemines
Der Bahnhof Sarreguemines, deutsch Saargemünd, ist ein Bahnhof in der Stadt Saargemünd im Département Moselle der Region Lothringen. Er wird von TER-Zügen der SNCF und von der Saarbahn bedient.

## Geschichte

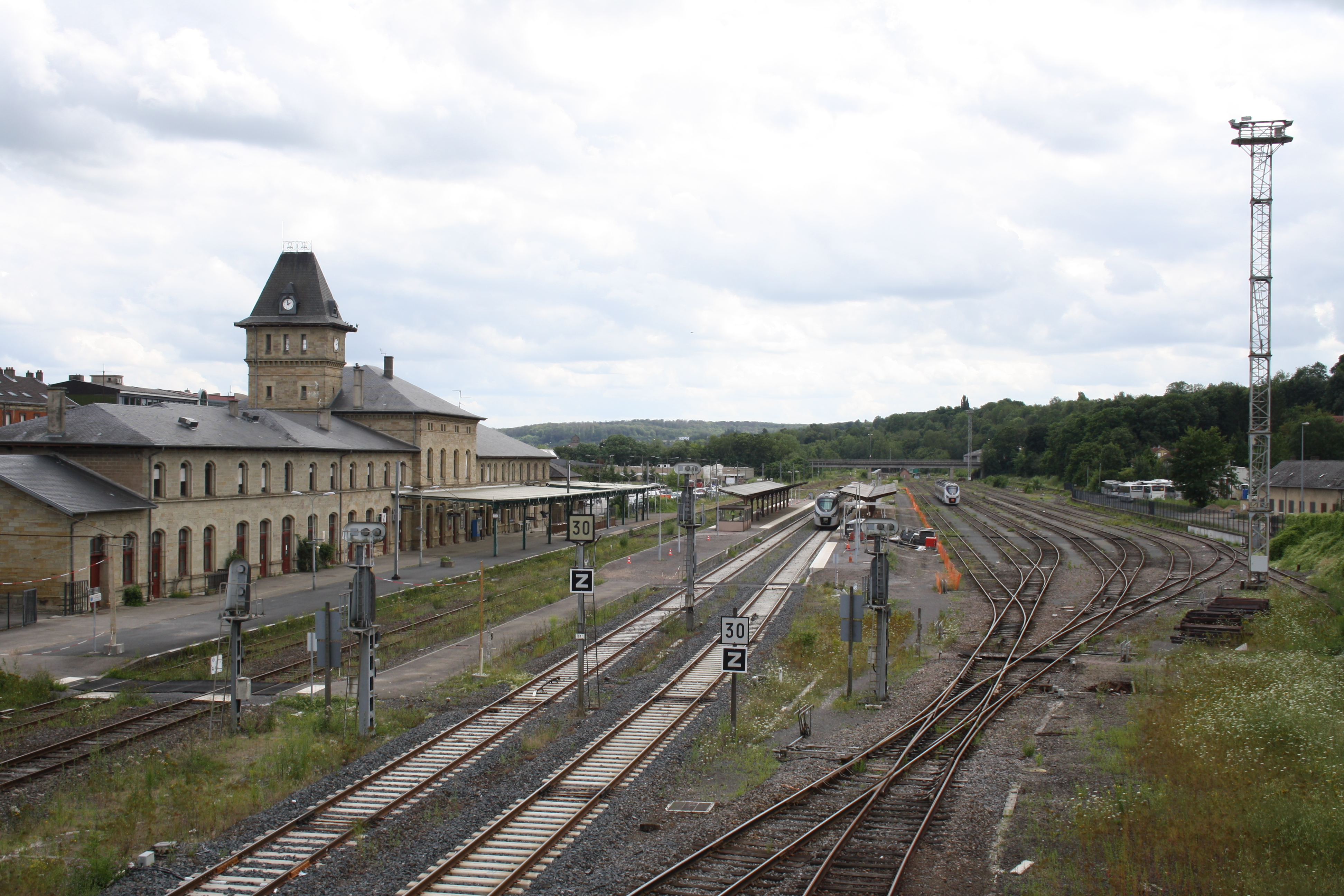
Blick über den Bahnhof in südöstlicher Richtung

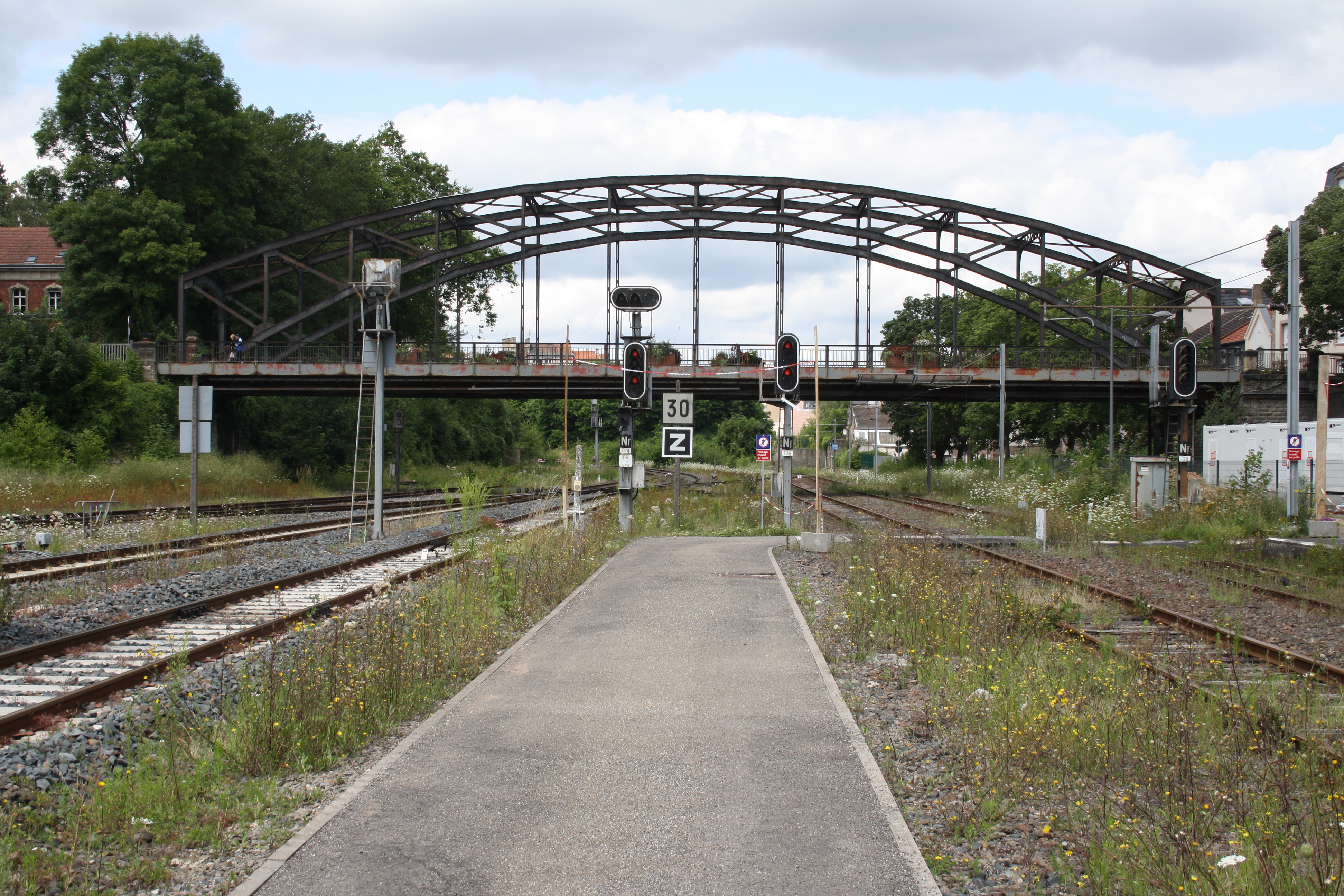
Nördlicher Bahnhofskopf mit Brücke der Rue du Parc

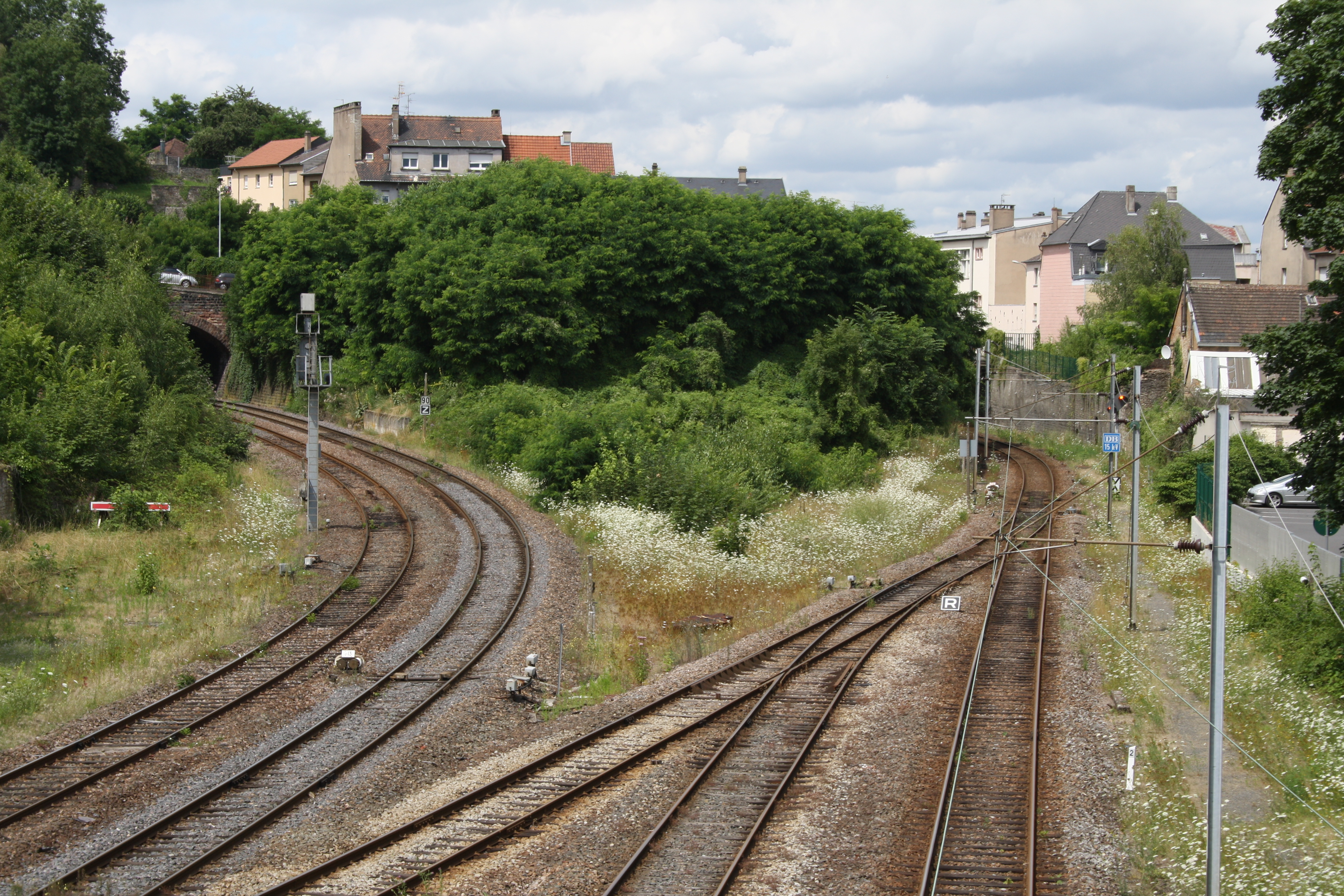
Die zwei Strecken in Richtung Norden – links die über Béning nach Metz/Thionville, rechts die Strecke nach Saarbrücken

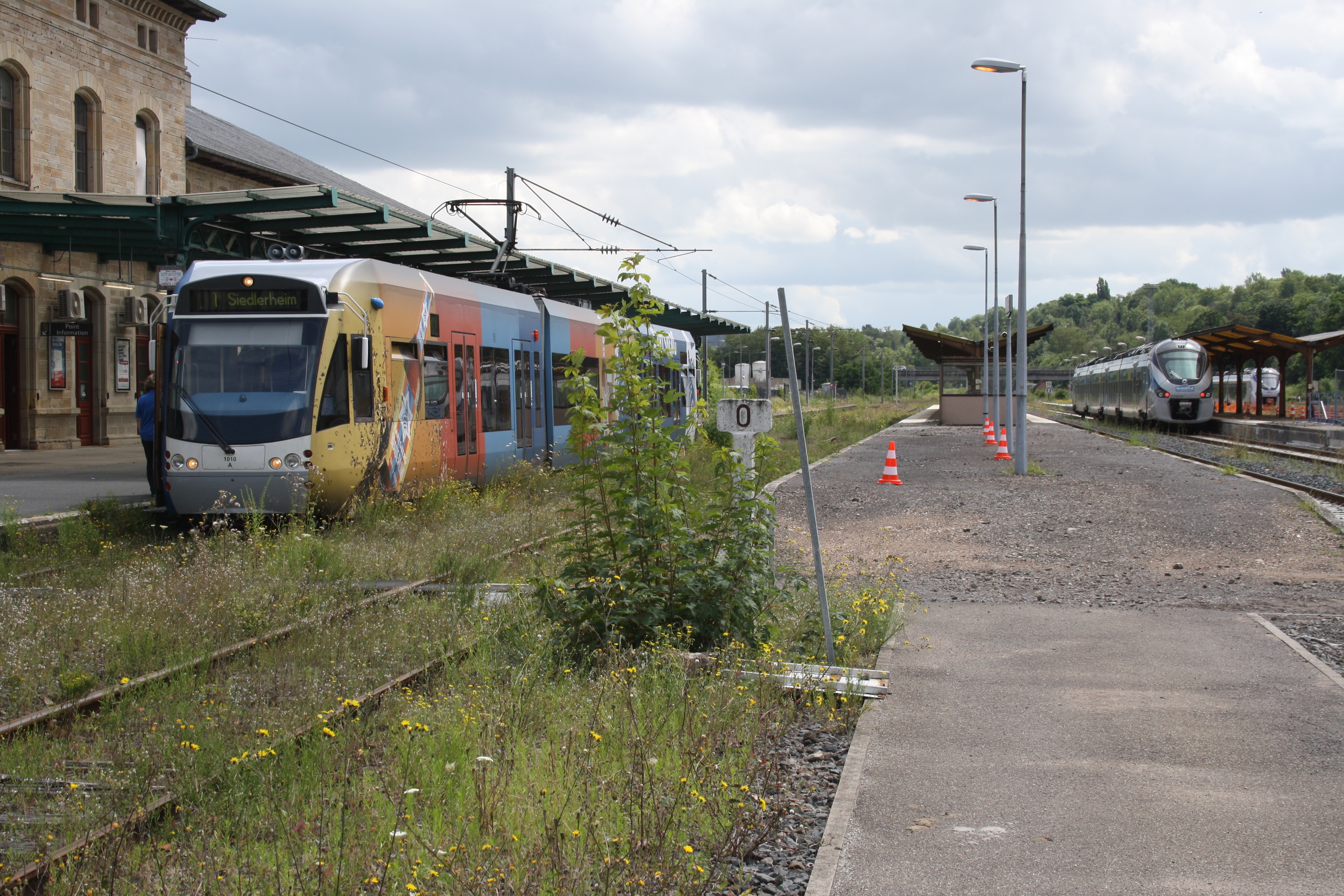
Die Züge der Saarbahn (links) halten am Hausbahnsteig (Gleis A)

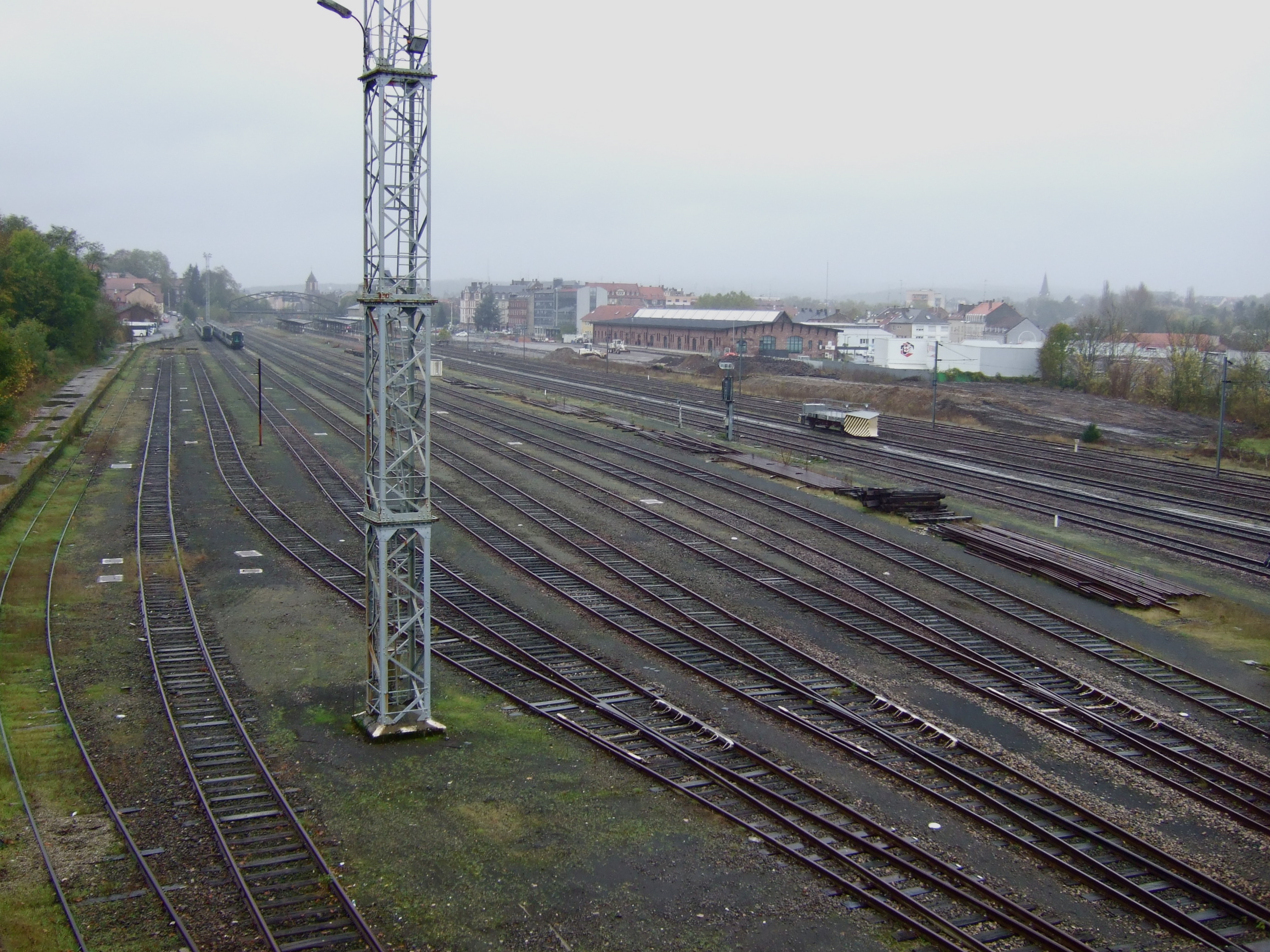
Bahnhof Sarreguemines von Süden (2013)

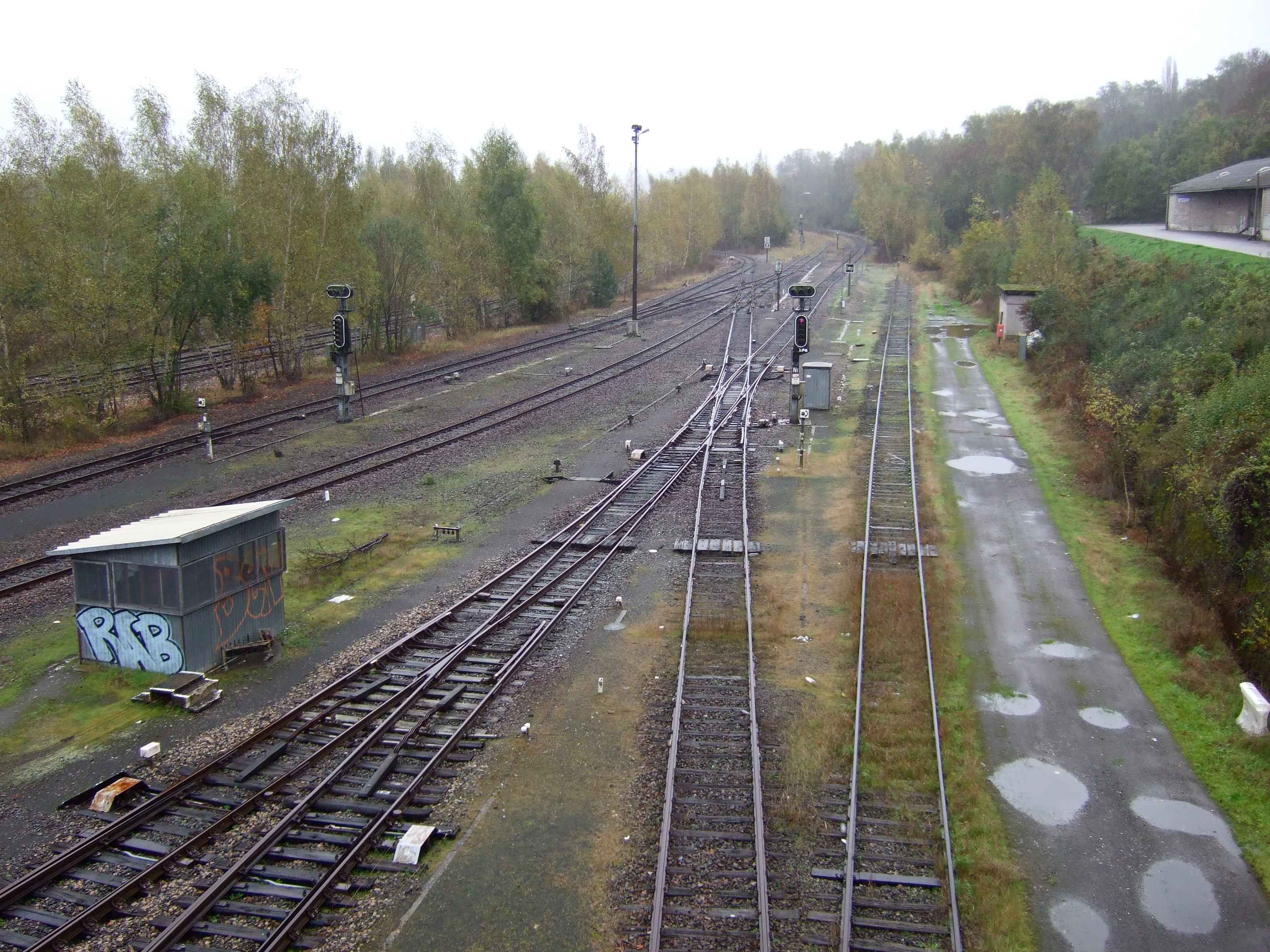
Südlicher Bahnhofskopf mit den Strecken nach Haguenau (mittig) und Mommenheim (links)

Ein erstes Empfangsgebäude wurde 1862 zunächst in Holzbauweise errichtet. Erst am 2. Dezember 1865 konnte der erste Zug aus Richtung Béning einfahren, an diesem Tag wurde die 24 Kilometer lange Strecke, eine südliche Stichstrecke der Verbindung Forbach–Saarbrücken, in Betrieb genommen, genau vier Jahre später die Strecke bis Haguenau (über Bitsch und Niederbronn) verlängert. Ein halbes Jahr später, gerade noch vor Ausbruch des Deutsch-Französischen Kriegs von 1870/1871, wurde der Lückenschluss nach Saarbrücken mit der Bahnstrecke Saarbrücken–Sarreguemines vollzogen. Die genau einen Kilometer lange Verbindung bis zur Saarbrücke erreichte auf deutscher Seite über Hanweiler und Brebach im Bahnhof Saarbrücken Ost von Süden die Bahnstrecke Mannheim–Saarbrücken. Es folgten weitere Strecken; unter anderem vervollständigte die Bliestalbahn nach Zweibrücken 1879 den Status als Knotenbahnhof.
Im Zuge dieses schrittweisen Ausbaus erhielt der Bahnhof 1874/75 auch ein neues Empfangsgebäude auf der Grundlage des Typenbahnhofs, den die Reichseisenbahnen in Elsaß-Lothringen (EL) in vielen Bahnhöfen errichteten.
Aufgrund dieser Knotenfunktion erhielt der Bahnhof weiter ein Bahnbetriebswerk. Dieses umfasste am Vorabend des Ersten Weltkriegs unter dem Betrieb durch die Reichseisenbahnen in Elsaß-Lothringen drei Rundlokschuppen, einer mit einer 20-Meter-Drehscheibe. Auch die Administration des chemins de fer d’Alsace et de Lorraine (AL), die die Anlage 1919 übernahm, baute sie weiter aus. Es gab schließlich vier Rundlokschuppen, einer mit einer 24-m-Drehscheibe. 1938 ging die AL in der SNCF auf. Damals waren hier 49 Lokomotiven beheimatet. Während des Zweiten Weltkriegs kam es zu vier Luftangriffen auf das Bahnbetriebswerk, das zu 70 Prozent zerstört wurde, ebenso wie 48 Lokomotiven. Zwischen 1947 und 1952 wurde ein neuer Ringlokschuppen errichtet. Da Sarreguemines zu einem Teil des SNCF-Netzes gehörte, das nicht elektrifiziert wurde, bleib das Bahnbetriebswerk Sarreguemines Heimatdienststelle für zahlreiche Dampflokomotiven, die aus anderen Landesteilen hierher verlegt wurden. Das blieb so, bis die SNCF 1974 die Traktion mit Dampflokomotiven insgesamt aufgab. Danach wurde das Bahnbetriebswerk schnell geschlossen, der Ringlokschuppen abgebrochen, um Platz für eine Umgehungsstraße zu schaffen.
Über lange Jahre stellte die wichtigste zweigleisige Hauptstrecke die Verbindung Saarbrücken–Saargemünd–Straßburg dar, auf der aber nur wenige Reisezüge rollten: Seit einigen Jahren wurde diese Relation wieder aufgewertet, in dem die Deutsche Bahn in Zusammenarbeit mit der SNCF vier Tagesverbindungen anbietet.
Für den nahen Truppenübungsplatz Bitsch war Saargemünd nach dem Zweiten Weltkrieg ein wichtiger Verladepunkt für Material und Personal. Der Gleisanschluss wurde bereits von deutschen Stellen vor dem Krieg gelegt.
Im April 1974 endete die Ära der Dampflokomotiven, worauf die letzten hier stationierten Loks (neben anderen die 141 R 73, 141 R 420 und 141 R 568) ihren bisherigen Heimatbahnhof verlassen mussten. Drei dieser ausgeschiedenen Lokomotiven stehen heute im Eisenbahnmuseum Mülhausen. Im April 1978 wurden die Bahnsteigkarten abgeschafft.
Im Sommer 1983 wurde Gleis A (im Foto der Hausbahnsteig links) von deutscher Seite aus mit 15 kV/16,7 Hz-Wechselstromsystem ausgestattet.
Bis März 2015 wurden der Bahnhofsvorplatz und die davorliegende Straße umgebaut.

## Betrieb
Seit Ende Oktober 1997 endet hier die aus der Saarbrücker Innenstadt kommende Saarbahn auf Gleis A, die in der Regel im Halbstundentakt zwischen Sarreguemines und Saarbrücken (teilweise weiter bis nach Lebach) verkehrt.
Von Seiten der SNCF werden als TER (Transport express régional) folgende Linien betrieben:
- Linie 17: Béning (Fahrzeit 38 min.)–Saargemünd–Bitsch (Fahrzeit 33 min.)
- Linie 18: Saargemünd–Saarburg (Fahrzeit 1:30 Std.)
- Linie 20: Saarbrücken (Fahrzeit 15 min.)–Saargemünd–Straßburg (Fahrzeit 1:20 Std.)